# All Shall Fall
All Shall Fall is het achtste studioalbum van de Noorse black metalband Immortal. Het album werd op 25 september 2009 uitgebracht in Europa en op 6 oktober 2009 in de Verenigde Staten en Canada.

## Tracklist
1. "All Shall Fall"
2. "The Rise Of Darkness"
3. "Hordes To War"
4. "Norden On Fire"
5. "Arctic Swarm"
6. "Mount North"
7. "Unearthly Kingdom"

## Musici
- Apollyon - basgitaar
- Horgh - drums
- Abbath - gitaar, zang